# Bartold Kerkhof
Bartold Kerkhof, auch Bertold Kerkhof (* in Rostock; † 1510 oder später ebenda) war ein deutscher Kaufmann und Bürgermeister der Hansestadt Rostock.

## Leben

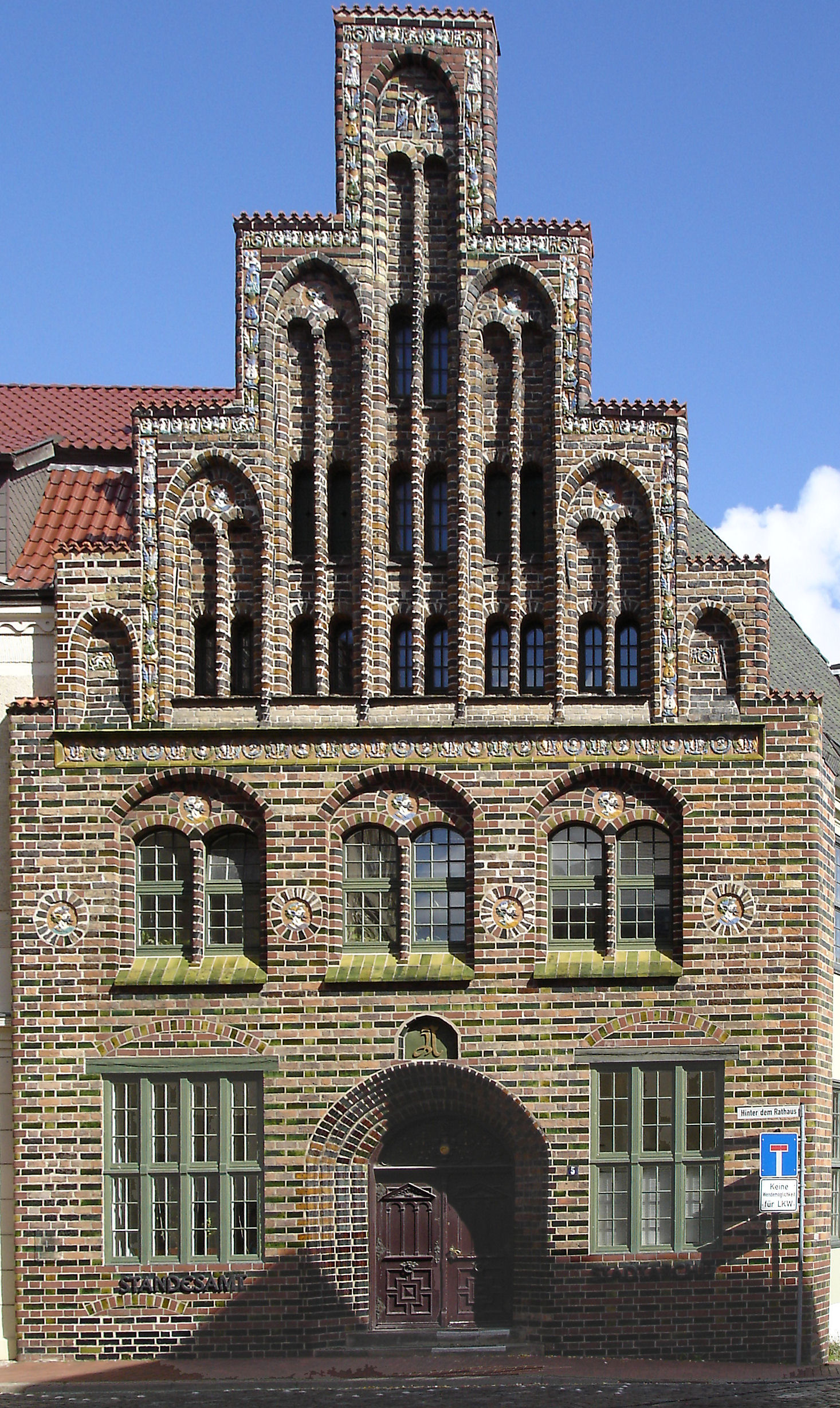
Kerkhoffhaus (2006)

Bartold Kerkhof entstammte einer Familie des Rostocker Patriziats, deren Familienname in verschiedenen Schreibweisen überliefert ist. Mehrere Bartold Kerkhof gehörten vom 14. bis zum 16. Jahrhundert dem Rostocker Rat an und wurden ebenfalls Bürgermeister der Stadt. Bartold Kerkhof wurde 1446 an der Universität Rostock zum Bakkalar in den Artes promoviert und studierte ab Herbst 1447 bis 1450 an der Universität Köln Rechtswissenschaft. Er erbaute 1470 das Kerkhoffhaus in Rostock.  Kerkhof musste als Erster Bürgermeister Rostocks während der Streitigkeiten der Stadt mit den Landesherren in der Rostocker Domfehde von 1487–1491 am 27. März 1487 gemeinsam mit dem weiteren Bürgermeister  Arndt Hasselbeck wegen beider Parteinahme für die Fürsten in deren Obhut fliehen, nachdem Kerkhof ein Galgen an die Haustür gemalt wurde und er ab sofort in Rostock um sein Leben fürchten musste. In dem Vergleich zwischen dem Rat und den zu den Herzögen geflohenen Ratsherren 1488 wurde ihnen aber ihr Vermögen und der Verbleib der Familien zugesichert. 1491 wurde er wieder in seine Ratsämter eingesetzt. Er vertrat Rostock auf zahlreichen Hansetagen. Nach einer handschriftlichen Nachricht lebte Bartolt Kerkhoff noch bis nach 1510.